# Егановский сельсовет
Егановский сельсовет — упразднённая административно-территориальная единица, существовавшая на территории Московской губернии и Московской области до 1967 года
Егановский с/с был образован в первые годы советской власти. По данным 1919 года он входил в состав Чулковской волости Бронницкого уезда Московской губернии.
В 1924 году к Егановскому с/с были присоединены Жуковский и Какузьевский с/с.
В 1926 году из Егановского с/с был выделен Какузьевский с/с.
В 1929 году Егановский с/с был отнесён к Раменскому району Московского округа Московской области.
17 июля 1939 года к Егановскому с/с был присоединён Какузьевский с/с.
3 июня 1959 года Раменский район был упразднён и Егановский с/с вошёл в Люберецкий район.
28 июля 1960 года Егановский с/с был передан в восстановленный Раменский район.
30 сентября 1960 года из Сталинского с/с в Егановский были переданы селения Константиново, Малое Саврасово и Плетениха.
1 февраля 1963 года Раменский район был вновь упразднён и Егановский с/с вошёл в Люберецкий сельский район. 11 января 1965 года Егановский с/с был возвращён в восстановленный Раменский район.
11 сентября 1967 года Егановский с/с был упразднён. При этом селения Константиново, Малое Саврасово и Плетениха были переданы в Сельвачевский с/с(переименованный при этом в Константиновский), а Еганово, Жуково, Зелёная Слобода, Каменное Тяжино, Какузево и Переселенец — в Чулковский с/с.